# El Brillante (Argentina)
El Brillante es un barrio y exlocalidad argentino ubicado en el municipio de San José, departamento Colón, provincia de Entre Ríos. Se encuentra 4 km al norte de San José, entre la Ruta Nacional 14 y la costa del río Uruguay. Abarca una superficie de 132 hectáreas, en los cuales el 80% tiene acceso al agua potable.
Cuenta con una escuela primaria denominada Pronunciamiento establecida en 1930, y una capilla católica bajo la advocación de San Tarsicio. En 2012 se encontraban realizando las obras para las cloacas del barrio, un centro de salud, una institución deportiva (Club Liverpool) y un frigorífico de ovinos, vacunos y porcinos.